# Kirkwall
Kirkwall (skót gael nyelven Bàgh na h-Eaglaise) az Orkney-szigetek legnagyobb városa és fővárosa, Skócia északi partjainál. A város első írásos említése 1046-ból, az Orkneyinga sagában található. II. Rögnvald, Orkney grófja székhelye volt, akit utódja, Thorfinn ölt meg. 1486-ban III. Jakab skót király burgh státuszt adományozott Kirkwallnak.
A Kirkwall név az óészaki Kirkjuvagr („templomöböl”) szóból származik. A szó később 'Kirkvoe', majd 'Kirkwaa' alakot vett fel. Az Angol térképészek az így kialakult 'waa' végződésről azt hitték, azonos a "fal" (angolul 'wall') jelentésű skót wa szóval, így alakult ki egy téves etimológia alapján a város mai neve.
Kirkwall, amely az Orkney fősziget északi partján helyezkedik el, kikötőváros, ahonnan kompok indulnak a szigetcsoport legtöbb szigetére. Mai skót viszonylatban kisváros, hétezer lakóval.

## Látnivalók
A város közepén helyezkedik el a Szent Magnus katedrális, amelynek tornya messziről látszik a sziget többi részéből és a tenger felől. Szent Magnus Erlendsson, Orkney grófja (1108-1117) emlékére Rögnvald Kali gróf alapította (akit később szintén szentté avattak). A katedrális mellett találhatók a korábbi püspöki palota és a grófi palota romjai.
A városnak két múzeuma van. A hely történetét bemutató Tankerness House Museum Skócia egyik legépebben fennmaradt 16. századi épületében kapott helyet. Prehistorikus, pikt és viking gyűjteménye nemzeti szinten is jelentős. A másik múzeum a kis 'Wireless Museum', amely a rádiózás és a hangrögzítés történetével foglalkozik.
Kirkwall egészében az egyik legvonzóbb és legjobban megőrzött skót történelmi kisváros, sok 17. és 18. századi házzal és a helyi stílusban épült épülettel. A város nevében említett 'Kirk' nem a katedrális volt, hanem hanem a norvég II. (Szent) Olaf 11. századi temploma. Ebből a templomból egy késő középkori kapu maradt fenn. Az eredeti falfülke a mai anglikán Szent Olaf templom 19. századi struktúrájába beépítve maradt ránk. Kirkwall középkori várát a 17. században lerombolták.

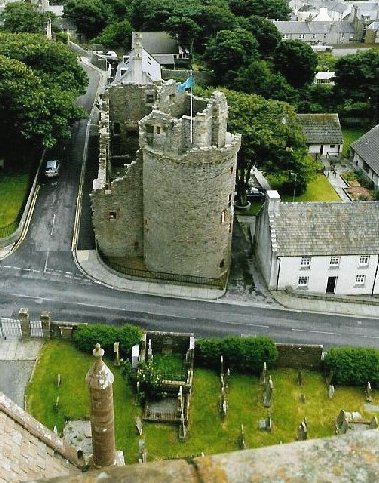
A püspöki palota romjainak látképe a katedrálisról

A város nyugati szélén, modern ipari épületek közé ékelten található a prehistorikus Grain Earth House („gabona földház”), szűk kőfalú lejárattal egy mélyen a föld alatt elhelyezkedő oszlopos kamrába. A földház (vagy souterrain) ez a fajtája tipikus az Északi-szigetekre, bár ez a kamra különösen mélyen helyezkedik el. Eredetileg egy felszíni épülethez tartozott, ami mára eltűnt. Ezeknek a vaskori építményeknek az eredeti funkciója nem világos. A földházhoz a közeli boltból lehet elkérni a kulcsot.
A város egyik fő tradicionális eseménye a Kirkwalli Ba Game karácsony napján és újév napján, egy hagyományos skót futballszerű játék, amelyben a város egyik fele küzd meg a másikkal.

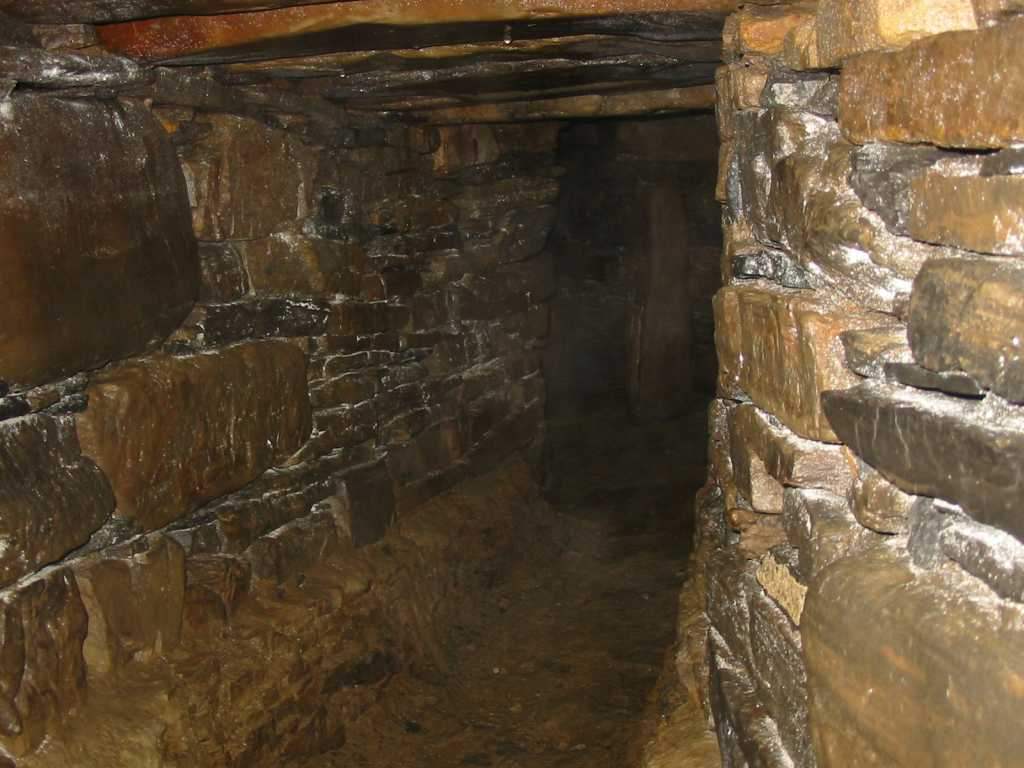
A Grain Earth House alagútja

## Külső hivatkozások
- Orkneyjar – Kirkwall királyi burgh (angolul) Archiválva 2021. január 25-i dátummal a Wayback Machine-ben
- Felfedezetlen Skócia – Kirkwall (sok képpel, angolul)